# Abramo I di Gerusalemme
Abramo (... – 1468) è stato un arcivescovo ortodosso bizantino, patriarca di Gerusalemme nella seconda metà del XV secolo.

## Biografia
Quasi nulle sono le notizie sul patriarca Abramo I, che le cronotassi tradizionali dei patriarchi di Gerusalemme collocano nel 1468, tra Giacomo II (ca. 1460) e Gregorio III (1468 - 1493).
La data di morte è documentata dalla Cronaca del fiammingo borgognone Thierry Pauwels (noto come Theodoricus Pauli), della fine del XV secolo, secondo cui Abramo morì nel 1468 e gli succedette Giacomo II, che a sua volta morì nel 1482.
In base a questa fonte, Venance Grumel ha rivisto la cronotassi dei patriarchi di Gerusalemme, ponendo l'episcopato di Abramo prima di quello di Giacomo II e non dopo, come nelle cronotassi tradizionali.